# Longitarsus kippenbergi
Longitarsus kippenbergi es un coleóptero de la familia Chrysomelidae. Fue descrita científicamente en 1998 por Warchalowski.